# Spanakorizo
El spanakorizo (en griego: σπανακόρυζο, ‘espinacas-arroz’) es un plato vegetariano tradicional de la cocina griega, a base de espinacas y arroz, a menudo aromatizado con eneldo y limón, y servido con queso feta desmenuzado. Considerado como pilaf, es un plato típico griego que se puede comer frío o caliente.
Típicamente se usa arroz de grano largo. Las espinacas frescas se cocinan con cebolla, sal, pimienta, eneldo y aceite de oliva, a menudo servido con queso feta y limón.  Como maridaje, se sugieren vinos blancos de sabor poco complejo (Tsantali Agiorgitiko, Boutari Lac des Roches o retsina).